# Die Liebesbriefe einer portugiesischen Nonne
Die Liebesbriefe einer portugiesischen Nonne ist ein dem Nunsploitation-Genre zugehöriger Exploitationfilm des spanischen Regisseurs Jess Franco aus dem Jahr 1977. Die Handlung basiert lose auf einer literarischen Vorlage von Soror Mariana Alcoforado.
Die deutsche Erstaufführung erfolgte am 10. März 1977.

## Handlung
An einem schönen Sommertag vor langer Zeit tobt die 16-jährige Maria Rosalia mit einem 18-jährigen Freund durch die portugiesischen Wälder. Sie werden dabei von einem Geistlichen beobachtet. Dieser gibt sich als Pater Vincent zu erkennen. Er redet Maria Schuldgefühle wegen ihrer Unzucht ein und begibt sich mit ihr zu ihrer Mutter, einer armen Wäscherin. Die Seele des jungen Mädchen könne nur in einem speziellen Klosterstift gerettet werden. Der Pater erleichtert die Mutter um ihre letzten Ersparnisse und nimmt Maria mit ins Kloster. Dort stellt die Oberin, die sich „Hohe Priesterin“ nennen lässt, zunächst Marias Jungfräulichkeit fest und bestimmt Pater Vincent zum Beschützer und Zuchtmeister ihres Körpers und ihrer Seele. Bei einer Beichte entlockt ihr der Pater einige Geheimnisse. Allerdings spricht sie davon, dass sie das geträumt hat. Der Pater gerät trotzdem in sexuelle Erregung und verurteilt Maria zu drei Tagen Dornenkranztragen. Der Kranz wird ihr noch am gleichen Tag von der Äbtissin angelegt. Darauf folgen einige lesbische Exzesse in den Klostermauern, die so angelegt sind, dass Maria sie hören muss und in ihrer einfältigen Unschuld als geträumte Sexfantasien deutet, worauf ihr weitere Schuldgefühle eingeredet werden. Wenig später taucht ihr Freund im Kloster auf und will sie nach Hause holen. Maria hält sich aber selbst für schuldig und will die weitere Läuterung im Kloster über sich ergehen lassen. Nach einiger Zeit aber schreibt sie einen Brief an ihre Mutter, in dem sie eingesteht, jetzt mitgehen zu wollen, wenn der Junge nochmals käme. Der Brief wird von der Klosterchefin mit Hilfe einer Mitschwester abgefangen und Maria wird zu einem „Gespräch“ mit der Äbtissin und dem Pater zitiert. Aufgrund des Schreibens gerät Maria immer tiefer in die Verstrickungen. Sie wird verurteilt, die nächste Zeit im Karzer zu verbringen, worauf sie ihrer Nonnentracht entledigt und in eine Art Schrank eingesperrt wird. In dieser Zeit muss sie den Pater oral befriedigen. Eines Nachts wird eine Zeremonie für sie veranstaltet, bei der sie durch den Satan geschändet und entjungfert wird. Auch diese Nacht wird ihr später als träumerischer Auswuchs ihrer Untugend eingeredet. Kurze Zeit später kann sie aus dem Kloster fliehen und wendet sich an den lokalen Bürgermeister. Dieser glaubt ihr allerdings nicht und bringt sie zurück ins Kloster. Dieser Fluchtversuch wird wiederum bestraft. Diesmal bringt die Klosterleitung Maria zum regionalen Inquisitor, vor dem sie alles gesteht und die Klosteroberen dafür verantwortlich macht. Aufgrund des Geständnisses wird sie zum Tode auf dem Scheiterhaufen verurteilt. Weil sie aber eine Anschuldigung gegen andere ausgesprochen hat, will der Inquisitor eine neue Untersuchung einleiten, es sei denn, die Beschuldigten lassen sich ein Papier von Maria unterschreiben, auf dem sie widerruft. Maria wird nun so lange gefoltert, bis sie den Zettel unterzeichnet. Bald darauf sitzt sie in einem Gefängnis und wartet auf ihre Hinrichtung. Dabei schreibt sie einen Brief an Gott, da ihr ja sonst niemand zuhört. Sie beschreibt, was vorgefallen ist, und entschuldigt sich bei ihrem Herrn. Den Brief lässt sie dann verzweifelt aus dem Fenster wehen, wobei er einem Prinzen vor die Füße fällt. Dieser ist ein aufgeklärter, moderner Prinz, dem die Hexenverbrennungen schon lange gegen den Strich gehen. Er bereitet alles vor und rettet Maria am nächsten Tag vom schon qualmenden Scheiterhaufen. Der Film endet dann, als der Prinz ihren Brief verliest und kurz darauf die Verantwortlichen, Pater Vincent und die Hohepriesterin, von seinen Soldaten verhaftet werden.

## Produktionsnotizen
Nachdem Erwin C. Dietrich als Verleiher bereits mehrere Erfolge im Zuge der Nunsploitation-Welle hatte, plante er einen eigenen Film dieses Genres. Von Jess Franco wurde er auf die Portugiesischen Briefe aus dem Jahr 1669 aufmerksam gemacht, die einer Nonne namens Mariana Alcoforado zugeschrieben wurden. Auf dieser Grundlage realisierte Franco den Film an portugiesischen Drehorten, und Dietrich bewarb ihn mit den Worten „seit drei Jahrhunderten verboten und verfemt: zum ersten Mal verfilmt!“ 
Dietrichs Grafiker Georges Morf lieferte das Plakatmotiv mit einem phallischen Kirchturm zwischen entblößten Nonnenbrüsten. Liebesbriefe einer portugiesischen Nonne lief europaweit, und wenig später erschien Cartas de una monja portuguesa aka Cartas de Amor de una monja von Jorge Grau, der sich ebenfalls auf Alcoforados Briefe berief.

## Kritiken
Das Lexikon des internationalen Films schreibt, die Produktion biete „Ungereimtheiten, offensichtliche Fehler und Dilettantismus in Fülle“.